# 1940年の日本公開映画
- 映画 > 映画の一覧 > 年度別日本公開映画 > 1940年の日本公開映画
- 映画 > 1940年の映画 > 1940年の日本公開映画

1940年の日本公開映画（1940ねんのにほんこうかいえいが）では、1940年（昭和15年）1月1日から同年12月31日までに日本で商業公開された映画の一覧を記載。作品名の右の丸括弧内は製作国を示す。
記載の凡例については年度別日本公開映画#凡例を参照

## 作品一覧

### 1月
- 紅の翼（アメリカ）
- 太平洋の翼（アメリカ）
- 放浪の王者（アメリカ）
- 牧童と貴婦人（アメリカ）
- 6日
  - 愛染椿（日本）
- 13日
  - 彌次喜多 名君初上り（日本）
- 18日
  - 光と影（日本）

### 2月
- 海国魂（アメリカ）
- カッスル夫妻（アメリカ） - 日本映画雑誌協会ベスト外国映画7位
- コンドル（アメリカ） - 映画旬報ベストテン外国映画3位・日本映画雑誌協会ベスト外国映画4位
- 最後の一兵まで（ドイツ） - 映画旬報ベストテン外国映画4位・日本映画雑誌協会ベスト外国映画3位
- ゼンダ城の虜（アメリカ）
- 翼の人々（アメリカ） - 映画旬報ベストテン外国映画10位・日本映画雑誌協会ベスト外国映画9位
- 1日
  - 沃土万里（日本） - 映画旬報ベストテン4位・日本映画雑誌協会ベスト5位
- 7日
  - 東遊記（日本、満映＝東宝共同製作）
- 29日
  - 暢気眼鏡（日本）

### 3月
- 三人の仲間（アメリカ）
- 9日
  - ロビンフッドの冒険（アメリカ）
- 14日
  - 女は泣かず（日本）
  - 家庭の秘密　前篇（日本）
- 20日
  - 妻の場合　前篇（日本）
  - 嫁ぐ日まで（日本）
- 27日
  - 妻の場合　後篇（日本）
- 31日
  - 家庭の秘密　後篇（日本）
  - 絹代の初恋（日本）
  - 宮本武蔵　第一部・第二部（日本）

### 4月
- あきれたサーカス（アメリカ）
- 唄は星空（アメリカ）
- ゴールデン・ボーイ（アメリカ） - 日本映画雑誌協会ベスト外国映画8位
- 旅する人々（ドイツ）
- 3日
  - 蛇姫様（日本）
- 9日
  - 信子（日本）
- 18日
  - 続阿波狸合戦（日本）
  - 母の願ひ（日本）
  - 宮本武蔵　剣心一路（日本）

### 5月
- 美しき争ひ（フランス） - 映画旬報ベストテン外国映画7位
- カプリチオ（ドイツ）
- 恐喝（アメリカ）
- 天国二人道中（アメリカ）
- 貿易風（アメリカ）
- 1日
  - 新妻鏡　前篇（日本）
- 8日
  - 新妻鏡　後篇（日本）
- 15日
  - 歴史　第一部（日本） - 映画旬報ベストテン9位・日本映画雑誌協会ベスト7位
- 29日
  - オクラホマ・キッド（アメリカ）
- 30日
  - 女性の覚悟（日本）
  - 病院船（日本）
  - 歴史　第二部・第三部（日本）
  - 女學生と兵隊（日本）

### 6月
- 身代り花形（アメリカ）
- 民族の祭典（ドイツ） - 映画旬報ベストテン外国映画1位・日本映画雑誌協会ベスト外国映画1位
- 5日
  - 支那の夜　前篇（日本）
- 13日
  - 女性本願（日本）
  - フランケンシュタイン復活（アメリカ）[1]
- 15日
  - 支那の夜　後篇（日本）
- 16日
  - 大楠公（日本）
- 25日
  - 奥村五百子（日本） - 映画旬報ベストテン7位・日本映画雑誌協会ベスト6位
- 29日
  - 駅馬車（アメリカ）[2] - 映画旬報ベストテン外国映画2位・日本映画雑誌協会ベスト外国映画2位

### 7月
- 憧れの君よ（フランス）
- スタンレー探検記（アメリカ） - 映画旬報ベストテン外国映画6位・日本映画雑誌協会ベスト外国映画6位
- 10日
  - 続清水港（日本）
- 13日
  - 愛の暴風（日本）
- 14日
  - 陽気な幽霊（日本）
- 17日
  - 女の街（日本）
- 31日
  - 小島の春（日本） - 映画旬報ベストテン1位・日本映画雑誌協会ベスト1位
  - 明治の女（日本）

### 8月
- 踊るニュウ・ヨーク（アメリカ）
- 幻の馬車（フランス） - 日本映画雑誌協会ベスト外国映画10位
- 1日
  - 木石（日本） - 映画旬報ベストテン8位・日本映画雑誌協会ベスト10位
  - 志願兵（朝鮮映画）
- 8日
  - 転落の詩集（日本）
- 14日
  - 続蛇姫様（日本）
- 15日
  - 風雲将棋谷　前篇（日本）
- 29日
  - 大陸は微笑む（日本）

### 9月
- 祖国に告ぐ（ドイツ）
- 12日
  - 風雲将棋谷　完結篇（日本）
- 19日
  - 浪花女（日本） - 映画旬報ベストテン6位・日本映画雑誌協会ベスト4位
- 22日
  - 黎明曙光（満映＝松竹共同製作）
- 25日
  - 燃ゆる大空（日本） - 映画旬報ベストテン5位・日本映画雑誌協会ベスト8位

### 10月
- 10日
  - 風の又三郎（日本） - 映画旬報ベストテン3位・日本映画雑誌協会ベスト3位
  - 秘めたる心（日本）
- 15日
  - 晴小袖（日本）
- 16日
  - 大平原（アメリカ） - 映画旬報ベストテン外国映画8位
- 30日
  - 大日向村（日本）
  - 瞼の戦場（日本）
- 31日
  - 冬木博士の家族（日本）

### 11月
- 新ロビンソン漂流記（ アメリカ合衆国）
- 2日
  - 第三の影（ アメリカ合衆国）
- 6日
  - 孫悟空（ 日本）
- 9日
  - ノートルダムの傴僂男（ アメリカ合衆国）
- 14日
  - 織田信長（ 日本）
- 19日
  - 国姓爺合戦（ 日本）
- 29日
  - 西住戦車長伝（ 日本） - 映画旬報ベストテン2位・日本映画雑誌協会ベスト2位

### 12月
- 美の祭典（ドイツ） - 映画旬報ベストテン外国映画5位・日本映画雑誌協会ベスト外国映画5位
- 15日
  - 夫婦二世（日本） - 映画旬報ベストテン10位・日本映画雑誌協会ベスト9位
- 18日
  - 旅役者（日本）
- 25日
  - 熱砂の誓ひ　前篇（日本）
- 28日
  - 熱砂の誓ひ　後篇（日本）
- 29日
  - 初春娘（日本）
- 31日
  - お絹と番頭（日本）